# NGC 202
NGC 202 este o galaxie lenticulară situată în constelația Peștii. A fost descoperită în 17 noiembrie 1876 de către Édouard Stephan.